# استرا
استرا (به ایتالیایی: Stra) یک کومونه در ایتالیا است که در استان ونیز واقع شده‌است.

## خصوصیات
استرا ۸٫۷۸ کیلومترمربع مساحت و ۷٬۶۴۴ نفر جمعیت دارد و ۹ متر بالاتر از سطح دریا واقع شده‌است.